# Jacob Widell Zetterström
Jacob Mikael Widell Zetterström, född 11 juli 1998, är en svensk fotbollsmålvakt som spelar för Derby i Championship.

## Karriär
Han kontrakterades av Djurgården inför säsongen 2019 och var samtidigt tillgänglig för spel i sin tidigare klubb IFK Lidingö. Zetterström var en del i truppen som vann SM-guld under året, men dubbla huvudskador höll honom borta från spel och träning under en stor del av säsongen.. Inför säsongen 2020 meddelade Zetterström och Djurgården att målvakten tar ett sabbatsår efter de två hjärnskakningarna.
2021 återvände Zetterström till fotbollen och Djurgården. 23 maj debuterade han i Allsvenskan i hemmamatchen mot IFK Göteborg.. Han fick fortsatt förtroende under säsongens gång, och togs i december ut till landslagets januariturné. Zetterström debuterade för Sveriges landslag den 12 januari 2023 i januariturnéns andra match mot Island. Han spelade sin sista match i Djurgårdströjan den 15 augusti 2024 när laget vann med 3-1 och gick vidare till playoff efter ett dubbelmöte mot finska Ilves i Conference League.
Han är son till Jelena Zetterström, journalist och författare, och yngre bror till Gabriel Zetterström, kulturskribent och kritiker.
Den 16 augusti såldes han från Djurgården till Derby County FC i Championship. Han skrev på ett 3-årskontrakt.

## Statistik

### Klubblag
| Klubb                               | Säsong         | Liga                      | Liga    | Liga | Liga   | Nationell cup | Nationell cup | Nationell cup | Internationell cup | Internationell cup | Internationell cup | Totalt  | Totalt | Totalt |
| Klubb                               | Säsong         | Division                  | Matcher | Mål  | Assist | Matcher       | Mål           | Assist        | Matcher            | Mål                | Assist             | Matcher | Mål    | Assist |
| ----------------------------------- | -------------- | ------------------------- | ------- | ---- | ------ | ------------- | ------------- | ------------- | ------------------ | ------------------ | ------------------ | ------- | ------ | ------ |
| IFK Lidingö                         | 2015           | Division 4 Mellersta      | 3       | 0    | 0      | 0             | 0             | 0             | —                  | —                  | —                  | 3       | 0      | 0      |
| IFK Lidingö                         | 2016           | Division 3 Östra Svealand | 5       | 0    | 0      | 0             | 0             | 0             | —                  | —                  | —                  | 5       | 0      | 0      |
| IFK Lidingö                         | 2017           | Division 2 Norra Svealand | 4       | 0    | 0      | 0             | 0             | 0             | —                  | —                  | —                  | 4       | 0      | 0      |
| IFK Lidingö                         | 2018           | Division 2 Norra Svealand | 25      | 0    | 0      | 1             | 0             | 0             | —                  | —                  | —                  | 26      | 0      | 0      |
| IFK Lidingö (lån)                   | 2019           | Division 2 Norra Svealand | 7       | 0    | 0      | 0             | 0             | 0             | —                  | —                  | —                  | 7       | 0      | 0      |
| Totalt                              | Totalt         | Totalt                    | 44      | 0    | 0      | 1             | 0             | 0             | —                  | —                  | —                  | 45      | 0      | 0      |
| Djurgårdens IF                      | 2019           | Allsvenskan               | 0       | 0    | 0      | 0             | 0             | 0             | —                  | —                  | —                  | 0       | 0      | 0      |
| Djurgårdens IF                      | 2021           | Allsvenskan               | 19      | 0    | 1      | 0             | 0             | 0             | —                  | —                  | —                  | 19      | 0      | 1      |
| Djurgårdens IF                      | 2022           | Allsvenskan               | 28      | 0    | 0      | 3             | 0             | 0             | 9                  | 0                  | 1                  | 40      | 0      | 1      |
| Djurgårdens IF                      | 2023           | Allsvenskan               | 23      | 0    | 0      | 5             | 0             | 0             | 4                  | 0                  | 0                  | 32      | 0      | 0      |
| Djurgårdens IF                      | 2024           | Allsvenskan               | 17      | 0    | 1      | 5             | 0             | 0             | 4                  | 0                  | 0                  | 26      | 0      | 1      |
| Djurgårdens IF                      | Totalt         | Totalt                    | 87      | 0    | 2      | 13            | 0             | 0             | 17                 | 0                  | 1                  | 117     | 0      | 3      |
| Derby County FC                     | 2024/25        | Championship              | 13      | 0    | 0      | 1             | 0             | 0             | —                  | —                  | —                  | 14      | 0      | 0      |
| Derby County FC                     | Totalt         | Totalt                    | 13      | 0    | 0      | 1             | 0             | 0             | —                  | —                  | —                  | 14      | 0      | 0      |
| Hela karriären                      | Hela karriären | Hela karriären            | 144     | 0    | 2      | 15            | 0             | 0             | 17                 | 0                  | 1                  | 176     | 0      | 3      |
| Senast uppdaterad 16 november 2024. |                |                           |         |      |        |               |               |               |                    |                    |                    |         |        |        |

### Landslag
| Landslag                       | År             | Totalt  | Totalt | Totalt |
| Landslag                       | År             | Matcher | Mål    | Assist |
| ------------------------------ | -------------- | ------- | ------ | ------ |
| Sverige                        | 2023           | 1       | 0      | 0      |
| Sverige                        | Totalt         | 1       | 0      | 0      |
| Hela karriären                 | Hela karriären | 1       | 0      | 0      |
| Senast uppdaterad 4 juni 2024. |                |         |        |        |